# Orthonama prouti
Orthonama prouti är en fjärilsart som beskrevs av Max Joseph Bastelberger 1907. Orthonama prouti ingår i släktet Orthonama och familjen mätare. Inga underarter finns listade i Catalogue of Life.